# Sa'id I ibn Idris
Sa'id I ibn Idris (760 - 803) (Arabisch: سعيد بن ادريس الأول) was emir van Nekor. Hij verplaatste de hoofdstad van Temsamane naar Nekor. De stad werd later geplunderd door de Vikingen, die velen gevangenen namen, maar een paar van hen werden vrijgekocht door de Omajjaden, heersers van Spanje. Later kwam een deel van de Ghomarastam in opstand, geleid door een persoon met de naam Segguen, maar hun opstand werd verslagen.